# Declan Galbraith
Declan John Galbraith (Hoo St Werburgh, Kent; 19 de diciembre de 1991) es un cantante británico de ascendencia escocesa e irlandesa. Es conocido por el control y la gama de su voz, así como por la habilidad para interpretar y adaptar diferentes géneros de música.

## Primeros años
Él y su familia vivían en Hoo, una villa cerca de Rochester, Kent. Su abuelo, al que Declan llamaba “Poppy Ben”, formaba parte de una banda en la que tocaba varios instrumentos, y llevaba a Declan a conciertos donde él participaba en una mezcla explosiva de tradiciones musicales escocesas e irlandesas, las cuales inspiraron a Declan y se convirtieron en sus primeras influencias musicales.
Su primera aparición pública fue a la edad de 7 años en el festival anual “Rochester Dickens”, donde él insistió en participar, y en el que la gente se viste en un estilo victoriano para celebrar la vida de Charles Dickens y sus vínculos con la ciudad de Rochester. Se dice que cuando Declan empezó a cantar “la multitud enloqueció”. A partir de entonces comenzó a participar en concursos locales de talento, y en menos de un año había ganado 15 competiciones y más de £1000.
A consecuencia de estos triunfos importantes compañías de grabación se dieron cuenta del talento que tenía Declan para cantar y pronto se encontraba firmando su primer contrato. Su primera grabación fue una versión de “Walking In the Air” que fue lanzado en un disco especial de hits navideños, junto con Westlife, Elton John, Elvis Presley, entre otros artistas.

## Trayectoria musical
Su primer álbum homónimo “Declan” salió a la venta el 22 de septiembre de 2002, bajo el sello discográfico de los gigantes EMI. El álbum estaba compuesto en su mayoría por canciones irlandesas tradicionales como “Carrickfergus” y “Danny Boy”, pero también por material especialmente compuesto y versiones de canciones como “Angels” cantado originalmente por Robbie Williams. El disco se convirtió en un gran éxito en el Reino Unido e Irlanda. Otro gran éxito llegó durante la gira nacional de conciertos “Young Voices” (voces jóvenes) rompiendo el récord del libro Guinness de los récords mundiales. Fue en el Odyssey Arena, en Belfast, en diciembre de 2002 cuando cantó “Tell Me Why” (su primer single, canción incluida en su disco) en vivo con 10.000 niños al mismo tiempo. La presentación fue transmitida por radio y satélite, con más de 80.000 niños en sus escuelas en todo el Reino Unido, que lo acompañaron para conseguir el canto en coro más grande del mundo.
En marzo de 2003, Declan ganó el premio a “Mejor Cantante Joven Internacional” en los “Twenty-Fourth Annual Young Artist Awards”.
También apareció cantando en el “Queen’s Jubilee” en la catedral de St Paul, donde cantó el himno evangélico “Amazing Grace” acompañado por el coro de St Paul y en un concierto de Elton John donde había al menos 22.000 personas presentes.
Los años siguientes, Declan desapareció por 3 años de los medios, pero regresó en grande en 2006.
Dos apariciones en televisión alemana en la campaña "Red Nose Days" trajeron al frente a los gigantes de los medios alemanes Pro7/Sat1 Media, para grabar con Declan con su nueva compañía discográfica Starwatch, distribuida por Warner Bros Records, en cooperación con el productor Ully Jonas, con el resultado del Álbum “Thank You”. En este disco, se puede ver a un Declan más crecido y con voz distinta. El álbum fue lanzado el primero de diciembre de 2006, y era básicamente un álbum compuesto por versiones de otros artistas, elegidos personalmente por Declan como sus “favoritas”, incluyendo la canción “An Angel” cantada originalmente por el grupo The Kelly Family. La canción fue un éxito enorme en Alemania, y el disco alcanzó el número #5 en el Top 40 de Alemania en 2006 y logró el status de Oro en abril de 2007.
A finales de 2007 Declan empezó a aprender a tocar el piano y la guitarra y también comenzó a escribir sus propias canciones.
En el año 2007 Declan apareció varias veces en televisión alemana, cantando con playback canciones de su disco Thank You. Unos meses más tarde en su página oficial se confirma la grabación y el lanzamiento de su nuevo disco durante el mes de noviembre. Estuvo presentándose en China cantando canciones nuevas tocando la guitarra. Antes del lanzamiento de su disco, Declan dio su primer concierto en el Reino Unido donde cantó varias canciones, incluyendo algunas de Thank You, así como covers y canciones de su nuevo disco; también apareció su hermana bailando danza irlandesa como intermedios. A este concierto asistieron varios miembros de FOD, a los cual Declan conoció en persona. El disco fue lanzado el 22 de noviembre y recibió el título de “You and Me”. El disco contiene en total 17 canciones, una de ellas escrita por Declan, así también como canciones nuevas, covers y un bonus track navideño titulado “Guardian Angel”, y su primer single fue la canción “Ego You” del cual salió un maxi CD que incluía un bonus track llamado “More Than I can Say”, así también como un videoclip de la canción “Ego You”, que es utilizada en la campaña “Red Nose Days”. En los últimos meses, Declan se ha estado presentando en Alemania, cantando en vivo en programas de televisión canciones de su nuevo disco.
Mucha gente llama ahora a Declan "The miracle of England" (El milagro de Inglaterra). Declan destaca principalmente en Asia y Europa.
Durante estos últimos 2 años Declan ha desaparecido una vez más como lo hizo anteriormente, muchos especulan que esto se deba al cambio tan brusco que tuvo su voz, quizá vuelva a aparecer a finales de 2010, aunque en su foro oficial su representante, Ambrose Clifton, dice que por el momento Declan no lanzará ningún tipo de material. Cabe aclarar que a través de la red social Facebook muchos se hacen pasar por el joven cantante, inclusive en una de esas cuentas mantiene una supuesta relación amorosa con una chica llamada Shannin Abbott. Declan actualmente se encuentra en Hoo, St. Werburgh, Kent (Inglaterra), y no en San José, California, como aparece en la cuenta falsa de Facebook, seguramente creada por algún fan.
Su última aparición durante el 2010 fue en un concierto benéfico realizado en su natal Kent, un concierto para la fundación Walk With Michael. De este evento al parecer no se tienen fotografías o videos donde se pueda apreciar al joven cantante. Muchos fanes esperan poder ver una foto de Declan o un video pues ya hace más de un año no se sabe nada de él y al parecer él tampoco quiere que se sepa nada de él pues no entra a su página para por lo menos saludar a sus fanes.
Su regreso a los escenarios se dio el 22 de julio de 2010, como se anunció en su página, ya que fue invitado para participar en la ruta 66. Dará alrededor de unos 6 conciertos por toda Inglaterra, acompañado por varios artistas. Esto ahora está en duda puesto que el joven cantante anunció en su página oficial que se retiraría de la escena musical, ya que desea terminar sus estudios escolares los cuales dejó desde que lanzó su segundo disco, además esta decisión fue tomada después de mucho pensarlo ya que desde hace dos años tenía problemas con su discográfica.
En abril de 2012 y según informó el foro oficial de Declan en España, y según informó Kit Radio, colgó nuevos temas escritos por él en su souncloud. Tiene programado volver a los escenarios.
En el año 2014 Declan ofreció conciertos privados por Europa, con canciones nuevas escritas por él y a fines del 2015 o principios del 2016 Declan planea volver y lanzar su primer EP Child of Mind primer material que se lanza en su carrera desde su último disco de estudio You And Me (2008). Desde sus redes sociales ha mantenido al tanto a sus fanes con vídeos desde el estudio de grabación.

## Discografía
A la corta edad de 19 años, Declan ya tiene editados 3 discos, los cuales fueron un éxito en Europa. A lo largo de su carrera sus canciones son en gran mayoría covers y solo ha publicado una canción bajo su autoría Moody Blues.
1. Declan (2002)
2. Thank You (2006)
3. You And Me (2007)

EP
1. Child Of Mine (2016)

## Singles
1. Tell me Why (Declan) 2002
2. Love Of My Life (Thank You) 2006
3. Ego You (You and Me)

## Videoclips
Declan ha filmado a lo largo de su carrera videoclips de sus singles.
Declan:
1. Tell Me Why (2002)

Thank You
1. An Angel
2. Love of My life
3. Love of my life (remix)
4. Nights in White Satin
5. Tears in Heaven
6. David’s Song (Who’ll Come With Me)

You and Me (2007)
1. Ego You
2. Maybe
3. Everybody tells me

- (Estos dos últimos nunca se lanzaron, solo se conocen algunas imágenes)

## Rarezas inéditas
Declan interpreta una serie de covers en la Ruta 66 de los cuales se conocen:
1. Desperado (Eagles)
2. Smooth (Santana)
3. Uptown Girl (Billy Joel)
4. Mrs Robinson (Simon y Garfunkel)